# Saint-martini labdarúgó-bajnokság (első osztály)
A Championnat de Saint-Martin a saint-martini labdarúgó-bajnokságok legfelsőbb osztályának elnevezése. 1970-ben alapították, és 16 csapat részvételével zajlik.

## A 2012–2013-as bajnokság résztvevői
- AS Portuguese (Saint-Barthélemy)
- Beach Hotel (Saint Martin) (Saint-Barthélemy)
- Carcajou FC (Saint-Barthélemy)
- Etudiants (Saint-Barthélemy)
- FC ASCCO (Saint-Barthélemy)
- Young Stars (Saint-Barthélemy)
- Attackers (Saint-Martin)
- FC Concordia (Saint-Martin)
- FC Flamingo (Saint-Martin)
- FC Marigot (Saint-Martin)
- Saint-Louis Stars (Saint-Martin)
- Saint-Martin Mixte Stars (Saint-Martin)
- Junior Stars (Saint-Martin)
- Juventus de Saint-Martin (Saint-Martin)
- Tigers (Saint-Martin)
- United Stars (Saint-Martin)

## Az eddigi győztesek
| - 1970/71 : Junior Stars - 1971/72 : Junior Stars - 1972/73 : Junior Stars - 1973/79 : Saint-Louis Stars - 1979/80 : Junior Stars - 1980/81 : Junior Stars - 1981/85 : Saint-Louis Stars - 1985/86 : Junior Stars - 1986/89 : Saint-Louis Stars - 1989/90 : Junior Stars - 1990/91 : Junior Stars - 1991/97 : Saint-Louis Stars - 1997/98 : Saint-Louis Stars - 1998/99 : Saint-Louis Stars - 1999/00 : Junior Stars Marigot - 2000/01 : Saint-Louis Stars - 2001/02 : Attackers - 2002/03 : Junior Stars - 2003/04 : Juventus (SM) - 2004/05 : Orleans Attackers | - 2005/06 : Orleans Attackers - 2006/07 : Orleans Attackers - 2007/08 : Orleans Attackers - 2008/09 : ASC Saint-Louis Stars - 2009/10 : Orleans Attackers - 2010/11 : Junior Stars - 2011/12 : FC Concordia |